# Трансфігурація (фільм)
«Трансфігурація» — американський фільм жахів 2016 року, сценаристом і режисером якого є Майкл О'Ші. Фільм було обрано для показу у секції Un Certain Regard на Каннському кінофестивалі 2016 року. Фільм вийшов у Великій Британії 21 квітня 2017 року.

## Сюжет
Чоловік у громадському туалеті випадково чує звуки чавкотіння, що лунають із дальньої кабінки. Він розуміє, що там двоє людей, і помилково вважає, що один чоловік виконує феляцію іншому, тому зніяковіло йде. Насправді у кабінці Майло, 14-річний хлопець, який вважає себе вампіром, п'є кров мертвого чоловіка, якого він підстеріг. Потім Майло їде до свого будинку, державного житла в Брукліні, Нью-Йорк, де він живе зі своїм старшим братом Льюїсом. Повернувшись додому, він додає викрадений гаманець своєї жертви до таємної сумки з готівкою. Він зазвичай дивиться фільми про вампірів і екстремальне насильство та пише у візуальному щоденнику. Щоденник містить постійний список правил, яких, на його думку, повинні дотримуватися вампіри, наприклад, час доби, який підходить для полювання. Наступного ранку Майло блює кров'ю. Сусідська банда часто знущається з Майло, в якийсь момент утримуючи його та мочачись на нього. Коли Майло приймає душ, на його спині видно опіки. Тієї ночі, під час полювання, Майло знайомиться з 14-річною Софі, яка щойно переїхала жити по сусідству.
Наступного дня він бачить, як група п'яних підлітків ґвалтує Софі. Пізніше, коли вони йдуть, Софі починає завдавати собі ушкодження, а Майло, ніби в трансі, нахиляється до закривавленої руки Софі, перш ніж вона зупиняє його. Софі зізнається, що думала про самогубство, і у відповідь Майло загадково каже їй, що він не міг цього зробити, оскільки це «проти правил», натякаючи на вміст свого візуального щоденника. Софі вважає його дивним, але милим, і вони повертаються до будинку Майло. Коли Майло показує Софі відео з бійнею ягнят, вона раптово йде. Наступного дня вона пояснює, що бачила подібні відео та має з ними погані спогади. Він відвідує парк, де спить під мостом, підстерігає бродягу та п'є його кров.
Наступного дня він запрошує Софі на фільми, де вони дивляться «Носферату. Симфонію жаху», який він вважає реалістичним зображенням вампіризму. Софі стверджує, що «Сутінки» кращий фільм, і пропонує Майло подивитися його. Пізніше вона дарує Майло копію першого роману «Сутінки». Майло розповідає про те, якими, на його думку, є реалістичні вампіри. Він зазначає, що вважає, що вампіри не можуть вбити себе. Софі та Майло розповідають одне одному про свою сім'ю, з'ясовуючи, що батьки обох мертві. Майло зізнається Софі, що він досі не знає, де могила його матері, тому що його брат Льюїс не хоче це говорити. Софі знаходить могилу матері Майло, і вони з Майло відвідують її.
Пізніше, коли заможна молода пара запитує Майло, чи може він допомогти їм придбати наркотики, Майло веде хлопця до підвалу сусідньої будівлі. Виявляється, що це місце зустрічі банди, яка переслідує Майло. Там підлітки вбивають хлопця, а Майло пильно спостерігає за цим у вікно. Занепокоївшись, дівчина несамовито сперечається з Майло про місцеперебування її хлопця, але Майло ігнорує її. Поліція забирає Майло і розпитує його про недавній злочин. Копи кажуть Майло, що якщо він не розповість поліції все, що він знає про злочин, вони скажуть сусідській банді, що він донощик. Потім поліція супроводжує Майло додому. Банда, побачивши це, починає недовіряти Майло.
Сидячи на пірсі Коні-Айленда, Софі та Майло говорять про Бога та те, що б вони зробили з мільйоном доларів. Вона каже йому, що переїде до свого двоюрідного брата в Алабаму. Софі та Майло вирішують пожити разом. У житлі Майло Софі натрапляє на його мисливський журнал. Приголомшена, вона йде. Виявивши відсутність Софі, Майло залишає їй голосове повідомлення з проханням дати пояснення. Тим часом Майло переслідує чоловіка до його дому, знекровлюючи його та його маленьку дочку, перш ніж вкрасти гарну порцеляну. По дорозі додому Майло плаче і думає про те, щоб стрибнути з високої будівлі.
Наступного дня Майло передає Андре, лідеру банди, свою колекцію товарів, вкрадених у його жертв, щоб вони могли «знову довіряти один одному». Потім Майло відвідує поліцейську дільницю і здає їх. Під час терапії він пояснює своєму терапевту, що останнім часом він часто малює сонце. Майло купує Софі квіти, і вони їдуть веселитися на Коні-Айленд. Вночі, сидячи на пляжі, він уявляє, що вбиває її і п'є її кров. Пізніше Майло дає їй гроші, необхідні для переїзду. Вона просить його поїхати з нею, але він відмовляється і йде. Вдома він спостерігає за поліцейською перестрілкою, під час якої всю банду заарештовують.
Наступного ранку Льюїс запитує Майло, чи чув він, що банду Андре заарештували. Майло вдає, що нічого не знає, і запитує Льюїса, який раніше служив в армії, чи він коли-небудь убивав когось. Льюїс відповідає, що хоча він бачив багато частин тіла, він ніколи нікого не вбивав. Відчуваючи, що Майло чимось засмучений, Льюїс каже йому, що все, за що він відчуває провину, блідне в порівнянні з усіма жахливими речами, які інші люди роблять одне одному. Майло дякує йому та йде на прогулянку, де у нього стріляють друзі членів банди. У той час Софі безуспішно намагається зв'язатися з Майло перед тим, як сісти в автобус до Алабами. Вона Софі читає лист від Майло. У ньому він розповідає, що дивився «Сутінки», але думав, що це «відстій», і що він ще трохи подумав про самогубство вампіра. Хоча він стверджує, що вампіри не можуть вбити себе безпосередньо, він натякає на власні дії та пояснює, що вважає, що вампір міг би вбити себе опосередковано, організувавши щось, що призведе до смерті. Останній кадр фільму — щойно закопана скриня з тілом Майло.

## Актори
- Ерік Раффін — Майло
- Хлоя Левін — Софі
- Аарон Мотен — Льюїс
- Картер Редвуд — Андре
- Денні Флаерті — Майк

## Відгуки
На агрегаторі рецензій Rotten Tomatoes рейтинг схвалення фільму становить 85 % на основі 55 рецензій із середньою оцінкою 6,6/10. Критики зазначають: «Трансфігурація розповідає тихішу з більш свідомим розвитком історію, ніж могли б очікувати шанувальники жанру, але для тих, хто має терпіння, щоб дозволити їй зануритися, вона пропонує свої винагороди». На Metacritic фільм отримав середньозважену оцінку 65 зі 100 на основі 16 рецензій, що означає «загалом схвальні відгуки».